# Sonnenhof (Bern)
Sonnenhof ist ein Quartier der Stadt Bern. Es gehört zu den 2011 bernweit festgelegten 114 gebräuchlichen Quartieren und liegt im Stadtteil IV Kirchenfeld-Schosshalde, dort im statistischen Bezirk Murifeld. Es grenzt an die Quartiere Wittigkofen, Schöngrün/Vermont, Freudenberg und Jolimont.
Im Jahr 2022 lebten im Quartier 183 Personen, davon 139 Schweizer und 44 Ausländer.
Im Quartier befindet sich westlich das zur Lindenhofgruppe gehörige Sonnenhofspital. Im Umfeld haben sich einzelne Arztpraxen angesiedelt. im Osten schliessen sich Ein- und Mehrfamilienhäuser in einer aufgelockerten Siedlung als Wohnbebauung an.
Die städtische Buslinie 28 verbindet das Quartier mit den Bahnhöfen Wankdorf und Weissenbühl. 